# Acacia axillaris
Acacia axillaris är en ärtväxtart som beskrevs av George Bentham. Acacia axillaris ingår i släktet akacior, och familjen ärtväxter. Inga underarter finns listade i Catalogue of Life.